# Pillar
I Pillar sono un gruppo musicale christian rock statunitense, fondato a Tulsa nel 1998.

## Storia

### Formazione e album indipendenti (1998-2000)
La band è stata fondata a Hays , in Kansas nel 1998, quando Brad Noone e Rob Beckley si riunirono con gli amici Travis Jenkins, Dustin Adams e Michael Wittig , noto come Kalel.Kalel. Nel 1999, i Pillar pubblicarono il loro primo album, Metamorphosis , tramite la loro etichetta indipendente, la Shadrach Records. Dopo qualche altro tour in Kansas, pubblicarono il loro secondo album indipendente, Original Superman , nel 2000. In questo periodo si trasferirono a Tulsa , in Oklahoma , alla ricerca di un pubblico più ampio.

### Era Flicker Records (2000-2006)
Subito dopo l'uscita di Original Superman, i Pillar vennero notati dalla Flicker Records, con cui firmarono a metà dell'anno. Successivamente pubblicarono l'album Above, che ebbe un discreto successo, vendendo quasi 60 000 copie. La canzone Open Your Eyes ha vinto un Dove Award nel 2001 per Hard Music Song of the Year.  Inoltre, le canzoni Original Superman e Live for Him hanno contribuito al successo dei Pillar.
Nel 2002 Noah Henson divenne il chitarrista e il gruppo pubblicò l'album Fireproof, che rappresentò il loro primo successo. Vendette infatti 300 000 copie e vinse due Dove Awards. Un anno dopo i Pillar resero disponibile una nuova versione dell'album con piccole modifiche alle canzoni e un DVD bonus. Subito dopo l'uscita di Fireproof, il batterista Lester Estelle, Jr. si unì alla band. 
Nel 2004 i Pillar pubblicarono il quarto album Where Do We Go from Here, conquistando per settimane il numero 1 nelle vendite nelle classifiche cristiane. L'album contiene diversi successi, tra cui Bring Me Down e Frontline, che ha scalato le classifiche per mesi ed è anche una delle loro canzoni più popolari. Bring Me Down è stato anche incluso nella colonna sonora di Mx vs ATV: Unleashed. Grazie al suo successo sulle piattaforme digitali, Frontline è stato certificato disco d'oro dalla RIAA nel luglio 2020.
Nel giugno 2006 fu la volta dell'EP Nothing Comes, contenente tre inediti (tra cui Everything) e quattro brani eseguiti dal vivo. Tale pubblicazione venne resa disponibile in edizione limitata a 10 000 copie, di cui alcune vendute durante i loro concerti. Verso la fine dell'anno entrarono in studio di registrazione per il sesto album The Reckoning. La produzione venne affidata a Travis Wyrick e l'album fu distribuito il 3 ottobre 2006. A sostegno di The Reckoning, i Pillar intrapresero il The Days of the Reckoning Tour per tutto ottobre e novembre 2006. Altre band cristiane del tour includevano Day of Fire, The Showdown e Decyfer Down. The Reckoning ricevette una candidatura ai Grammy Award il 6 dicembre 2007 nella categoria rMiglior album rock o rap gospel.

### For The Love Of The Game (2007-2009)
I Pillar hanno suonato sia al Cornerstone Festival che al Creation Festival . Al Soulfest 2007 è stato rivelato che il nome del loro prossimo album sarebbe stato For the Love of the Game , che è stato infine pubblicato il 26 febbraio 2008. Hanno riportato il logo Pillar da "Where Do We Go from Here" e "Fireproof". " per questo. ESPN ha utilizzato la nuova canzone dei Pillar, "For the Love of the Game", durante i montaggi che evidenziavano le World Series 2007 nel suo programma, Baseball Tonight . For the Love of the Game è l'ultimo disco dei Pillar prodotto da Travis Wyrick.
Pillar ha aiutato Eowyn a registrare il suo album "Silent Screams" con Beckley che ha contribuito come voce alla title track e anche Henson ed Estelle hanno suonato nell'album. Pillar è stato in tournée nel tour SHOUTfest con After Edmund e vari altri artisti da settembre a novembre 2007. Hanno anche tenuto un tour per For the Love of the Game da febbraio ad aprile 2008, con Brooke Barrettsmith, Wavorly e Building 429.
Nell'autunno del 2008, Pillar ha intrapreso il For The Love of The Fan Tour , che ha permesso ai fan di decidere il prezzo del biglietto per lo spettacolo. Il tour è durato tre settimane e si è concluso il 26 settembre 2008 a Dallas, in Texas. Lester ha annunciato che il For The Love of The Fan Tour sarebbe stato il suo ultimo tour con i Pillar. Kalel non è stato visto suonare il basso per i Pillar, ma è stato sostituito da Josh Gleave (precedentemente con Jeremy Riddle). Più tardi, Kalel annunciò sulla sua pagina Myspace che la sua decisione di lasciare i Pillar era dovuta alla partenza di Lester dalla band e perché Kalel era coinvolto nell'aiutare band indipendenti come One Minute Halo e Stars Go Dim. Questo rese il cantante Rob Beckley l'unico membro originale dei Pillar rimasto. Kalel ha anche affermato di voler passare più tempo con la sua famiglia.
Il suo ruolo venne affidato a Josh Gleave. Richard Gilliland incontrò i Pillar mentre si preparava per il tour del Creation Festival (all'epoca suonava per i KJ-52); si è poi unito ai Pillar come bassista e successivamente ha smesso di suonare per KJ. Il primo spettacolo di Gilliland con i Pillar è stato al Creation Festival. I Pillar hanno tentato più volte di sostituire Lester. James Holloway è stato assunto per suonare la batteria per il tour Creation. Chase Lovelace si è poi unito alla band; tuttavia, per ragioni sconosciute, Lovelace lasciò la band dopo essere stato un membro solo per un paio di mesi.

### Confession e interruzione non ufficiale (2009-2012)
Rob Beckley ha dichiarato che Rob Graves, che ha lavorato con RED e Wavorly, avrebbe prodotto il nuovo album. Questo è stato il primo disco dei Pillar non prodotto da Travis Wyrick e l'unico album registrato senza il co-fondatore/bassista della band Michael Kalel Wittig. Joe Rickard dei RED ha registrato tutte le tracce di batteria per questo disco. Il prossimo batterista dei Pillar, Taylor Carroll, si è unito intorno a marzo 2009, dopo il processo di registrazione del nuovo album.
Confessions è uscito il 22 settembre 2009. I primi due singoli dall'album, "Secrets and Regrets" e "Fire on the Inside", sono stati pubblicati il 17 luglio 2009. Pillar era in tournée per promuovere l'album e ha supportato i Red nel loro "Nothing and Everything tour".
La loro cover della canzone dei Collective Soul, " Shine ", è stata pubblicata come terzo singolo estratto dall'album. Il loro quarto singolo, "Whatever It Takes", ha raggiunto il numero uno il 6 giugno 2010.
Nel 2010, l'album è stato nominato per un Dove Award per l'album rock/contemporaneo dell'anno al 41° GMA Dove Awards . 
Nel 2011, Pillar ha suonato solo uno spettacolo, al Solid Festival il 29 ottobre. Durante questo spettacolo, Taylor Caroll non suonò con la band perché a quel punto se n'era andato per intraprendere una carriera da solista. 

### Reunion e One Love Revolution (2012-oggi)
Il 2 febbraio 2012 venne rivelato che Rob Beckley avrebbe pubblicato il suo primo disco da solista attraverso idefi Music il 14 marzo 2012. Il primo singolo estratto dal disco, "Value of My Heart", è uscito il 1 settembre, 2012.  È ora scaricabile gratuitamente dal rinnovato sito web di Pillar. La data di uscita dell'album solista di Beckley rimane sconosciuta.
Il 27 ottobre 2012 Pillar ha annunciato che tutti e quattro i membri dal 2001 al 2008 (Rob Beckley, Noah Henson, Michael Kalel Wittig e Lester Estelle) si sarebbero riuniti con l'intenzione di pubblicare un nuovo album. 
Il 15 dicembre 2012 i Pillar hanno pubblicato la loro versione del tradizionale canto natalizio , " God Rest Ye Merry Gentlemen ", come singolo scaricabile gratuitamente su NoiseTrade . 
Una nuova canzone intitolata "Lion Leads The Way" è stata pubblicata nell'aprile 2014. La canzone heavy rock è stata usata come colonna sonora del film "Day of War". 
One Love Revolution è stato finanziato tramite crowdfunding tramite Kickstarter e pubblicato in modo indipendente il 18 agosto 2015. 

## Formazione
- Rob Beckley - voce, chitarra (dal 1998)
- Noah Henson - chitarra, voce (dal 2001)
- Michael "Kalel" Wittig - basso (1998–2008, dal 2012)
- Lester Estelle II - batteria, voce (2002–2008, dal 2012)

Ex membri
- Taylor Carroll - batteria (2009–2011)
- Brad Noone - batteria (1998–2002)
- Travis Jenkins - chitarra (1999–2001; 2012)
- Dustin Adams - chitarra (1998–1999)
- Rich Gilliand - basso, voce (2008–2011)

## Discografia

### Album studio
- 2000 - Metamorphosis
- 2000 - Original Superman
- 2000 - Above
- 2002 - Fireproof
- 2004 - Where Do We Go From Here
- 2006 - The Reckoning
- 2008 - For the Love of the Game
- 2009 - Confessions
- 2015 - One Love Revolution

### EP
- 2003 - Broken Down: The EP
- 2006 - Nothing Comes for Free
- 2007 - Live at the Blue Cats EP